# العلاقات الغابونية الدومينيكية
العلاقات الغابونية الدومينيكية هي العلاقات الثنائية التي تجمع بين الغابون ودومينيكا.

## مقارنة بين البلدين
هذه مقارنة عامة ومرجعية للدولتين:
| وجه المقارنة                                              | الغابون                        | دومينيكا              |
| --------------------------------------------------------- | ------------------------------ | --------------------- |
| المساحة (كم2)                                             | 267.67 ألف                     | 751                   |
| عدد السكان (نسمة)                                         | 2.03 مليون                     | 73.92 ألف             |
| الكثافة السكانية (ن./كم²)                                 | 7.58                           | 9.84 ألف              |
| العاصمة                                                   | ليبرفيل                        | روسو                  |
| اللغة الرسمية                                             | لغة فرنسية                     | لغة إنجليزية          |
| العملة                                                    | فرنك وسط أفريقي                | دولار شرق الكاريبي    |
| الناتج المحلي الإجمالي (بليون دولار)                      | 14.62 مليار                    | 562.54 مليون          |
| الناتج المحلي الإجمالي (تعادل القوة الشرائية) بليون دولار | 34.65 مليار                    | 789.63 مليون          |
| الناتج المحلي الإجمالي الاسمي للفرد دولار أمريكي          | 8.27 ألف                       | 7.12 ألف              |
| الناتج المحلي الإجمالي للفرد دولار أمريكي                 | 19.43 ألف                      | 10.88 ألف             |
| مؤشر التنمية البشرية                                      | 0.684                          | 0.724                 |
| رمز المكالمات الدولي                                      | +241                           | +1767                 |
| رمز الإنترنت                                              | .ga                            | .dm                   |
| المنطقة الزمنية                                           | ت ع م+01:00، توقيت غرب أفريقيا | 00، توقيت أطلنطي موحد |

## منظمات دولية مشتركة
يشترك البلدان في عضوية مجموعة من المنظمات الدولية، منها:
| علم المنظمة | اسم المنظمة                                 | تاريخ انضمام الغابون | تاريخ انضمام دومينيكا |
| ----------- | ------------------------------------------- | -------------------- | --------------------- |
|             | يونسكو                                      | 16 نوفمبر 1960       | 9 يناير 1979          |
|             | مؤسسة التمويل الدولية                       | 20 أكتوبر 1970       | 29 سبتمبر 1980        |
|             | منظمة حظر الأسلحة الكيميائية                | ?                    | ?                     |
|             | مؤسسة التنمية الدولية                       | 4 نوفمبر 1963        | 29 سبتمبر 1980        |
|             | منظمة التجارة العالمية                      | ?                    | ?                     |
|             | وكالة ضمان الاستثمار متعدد الأطراف          | 26 مارس 2003         | 7 أكتوبر 1991         |
|             | الاتحاد البريدي العالمي                     | ?                    | ?                     |
|             | الاتحاد الدولي للاتصالات                    | 28 ديسمبر 1960       | 28 أكتوبر 1996        |
|             | منظمة الشرطة الجنائية الدولية               | ?                    | ?                     |
|             | الأمم المتحدة                               | 20 سبتمبر 1960       | 18 ديسمبر 1978        |
|             | البنك الدولي للإنشاء والتعمير               | 10 سبتمبر 1963       | 29 سبتمبر 1980        |
|             | مجموعة دول أفريقيا والكاريبي والمحيط الهادئ | ?                    | ?                     |